# Georg Satzinger
Georg Satzinger (* 29. července 1956, Dinkelsbühl) je německý kunsthistorik.

## Životopis
Satzinger studoval dějiny umění, klasickou archeologii a germanistiku na univerzitě v Tübingenu, kde v roce 1988 promoval. Od roku 1997 působil jako profesor na univerzitě v Bonnu; od roku 2005 je prvním předsedou svazu německých kunsthistoriků.
Jeho práce se zaměřuje na sochařství a architekturu renesanční Itálie (především Michelangelo), architekturu jižního Německa v 18. století, a tištěnou grafiku v 15. a 16. století (především Dürer).
V roce 1992 získal cenu Hanse Janssena od göttingenské Akademie věd.

## Dílo (výběr)
- Antonio da Sangallo der Ältere und die Madonna di San Biagio bei Montepulciano, Tübingen 1991
- Balthasar Neumanns Kuppelentwürfe für die Abteikirche Münsterschwarzach – Zugleich ein Beitrag zum Thema 'Neumann und die Tradition, v: Zeitschrift für Kunstgeschichte, 55, 1992, 413–445.
- Michelangelos Cappella Sforza, v: Römisches Jahrbuch der Bibliotheca Hertziana, 35, 2003/2004, 327–414.
- Sankt Peter: Zentralbau oder Longitudinalbau – Orientierungsprobleme, v: Sankt Peter in Rom. 1506–2006. Příspěvek na mezinárodní konferenci 22.–25. února 2006 v Bonnu, München 2008; S. 127–145.